# Dálnice A93 (Německo)
Dálnice A 93, německy Bundesautobahn 93 (zkratka BAB 93), zkráceně Autobahn 93 (zkratka A 93), je německá dálnice dlouhá 268 kilometrů. Začíná v Hofu a vede na jih do křížení Holledau, dále pokračuje na jihu z Rosenheimu do Kiefersfeldenu, kde na německo-rakouské hranici končí.

## Trasa

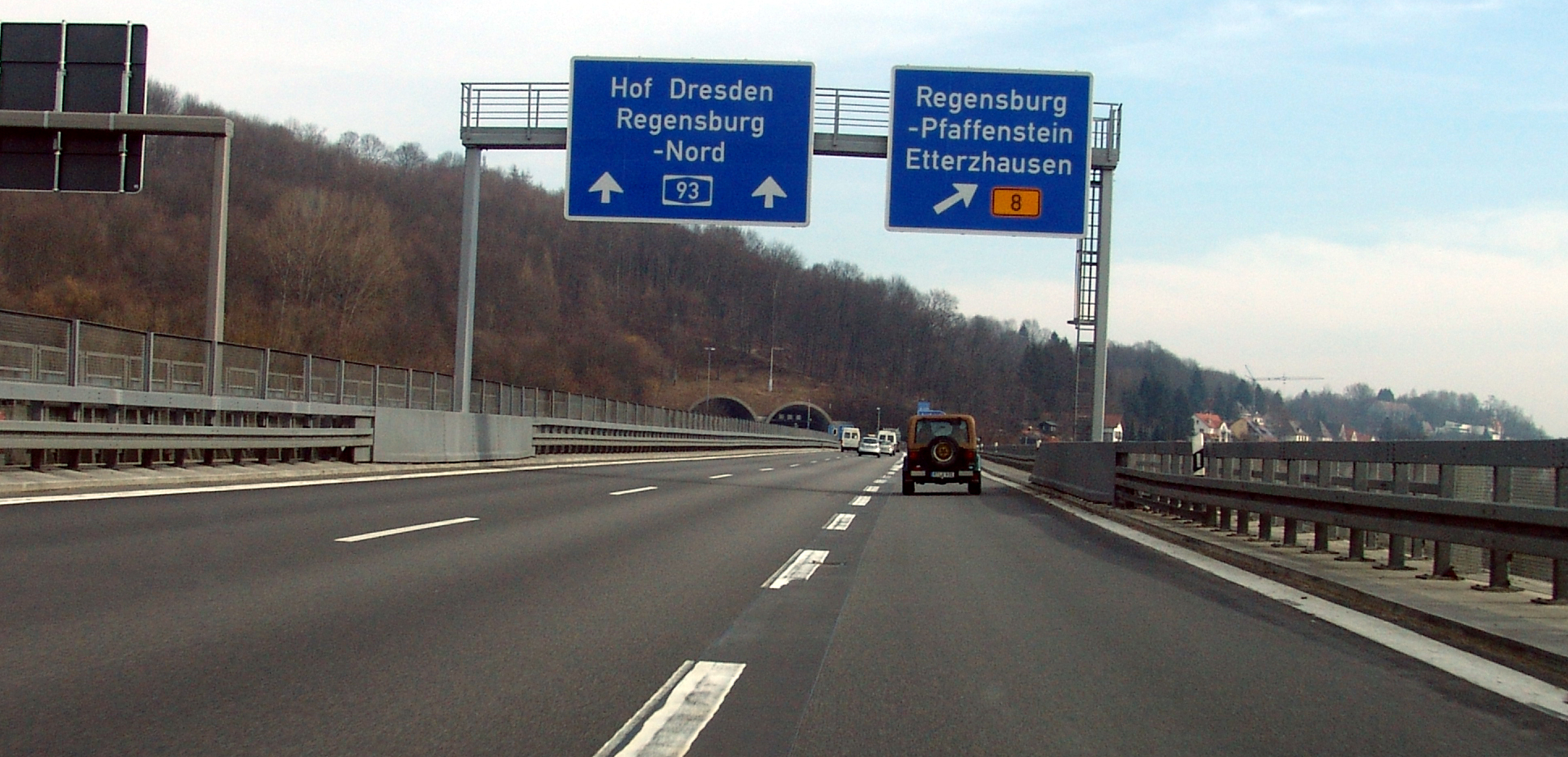
Dálnice A93 poblíž Regensburgu

Dálnice se skládá ze dvou částí, které nejsou doposud propojeny: severní částí od dálničního trojúhelníku Hochfranken po trojúhelník Holledau a jižní částí od dálničního trojúhelníku Inntal po hraniční přechod Kiefersfelden (Rakousko).
Severní část začíná v trojúhelníku Hochfranken severovýchodně od Hofu poblíž města Trogen na křížení s dálnicí A 72. Dálnice protíná dálniční křižovatky Oberpfälzer Wald (A 6) a Řezno (A 3) a napojuje se na A 9 v trojúhelníku Holledau.
Jižní část odbočuje z dálnice A 8 na trojúhelníku Inntal a končí na německo-rakouském hraničním přechodu Kufstein / Kiefersfelden.
Spojení obou úseků bylo plánováno roku 1976, ale dosud nebylo realizováno. V současné době je ve výstavbě jako federální dálnice B 15n.